# 第22回アカデミー賞
第22回アカデミー賞（だい22かいアカデミーしょう）は、1949年の映画を対象としており、授賞式は1950年3月23日に行われた。司会はポール・ダグラスが務めた。

## 受賞とノミネート一覧
太文字のものが受賞である。
| 作品賞 | 監督賞 |
| --- | --- |
| - 『オール・ザ・キングスメン』 - 『戦場』 - 『女相続人』 - 『三人の妻への手紙』 - 『頭上の敵機』 | - ジョーゼフ・L・マンキーウィッツ – 『三人の妻への手紙』 - キャロル・リード – 『落ちた偶像』 - ロバート・ロッセン – 『オール・ザ・キングスメン』 - ウィリアム・A・ウェルマン – 『戦場』 - ウィリアム・ワイラー – 『女相続人』 |
| 主演男優賞 | 主演女優賞 |
| - ブロデリック・クロフォード – 『オール・ザ・キングスメン』 - ジョン・ウェイン – 『硫黄島の砂』 - カーク・ダグラス – 『チャンピオン』 - グレゴリー・ペック – 『頭上の敵機』 - リチャード・トッド – 『命ある限り』 | - オリヴィア・デ・ハヴィランド – 『女相続人』 - スーザン・ヘイワード – 『愚かなり我が心』 - ジーン・クレイン – 『ピンキー』 - デボラ・カー – Edward, My Son - ロレッタ・ヤング – 『星は輝く』 |
| 助演男優賞 | 助演女優賞 |
| - ディーン・ジャガー – 『頭上の敵機』 - ジョン・アイアランド – 『オール・ザ・キングスメン』 - アーサー・ケネディ – 『チャンピオン』 - ラルフ・リチャードソン – 『女相続人』 - ジェームズ・ホイットモア – 『戦場』 | - マーセデス・マッケンブリッジ – 『オール・ザ・キングスメン』 - エセル・バリモア – 『ピンキー』 - セレステ・ホルム – 『星は輝く』 - エルザ・ランチェスター – 『星は輝く』 - エセル・ウォーターズ – 『ピンキー』 |
| 脚本賞 | 脚色賞 |
| - 『三人の妻への手紙』 – ジョーゼフ・L・マンキーウィッツ - 『チャンピオン』 – カール・フォアマン - 『落ちた偶像』 – グレアム・グリーン - 『オール・ザ・キングスメン』 – ロバート・ロッセン - 『自転車泥棒』 – チェーザレ・ザヴァッティーニ | - 『戦場』 – ロバート・ピロッシュ - 『ジョルスン再び歌う』 – シドニー・バックマン - Passport to Pimlico – T・E・B・クラーク - 『戦火のかなた』 – アルフレッド・ヘイズ、フェデリコ・フェリーニ、セルジオ・アミデイ、マルチェロ・パリエーロ、ロベルト・ロッセリーニ - The Quiet One – ヘレン・レヴィット、ジャニス・ローブ、シドニー・マイヤーズ |
| 原案賞 | 短編アニメ賞 |
| - 『甦る熱球』 – ダグラス・モロー - 『硫黄島の砂』 – ハリー・ブラウン - 『白熱』 – ヴァージニア・ケロッグ - 『星は輝く』 – クレア・ブース・ルース - 『春の珍事』 – シャーリー・W・スミス、ヴァレンタイン・デイヴィス | - 『恋は知らんペペ』- チャック・ジョーンズ - 『カナリヤ横丁』 - 『いたずらきつつき』 - The Magic Fluke' - 『リスのおもちゃ合戦』 |
| 長編ドキュメンタリー映画賞 | 短編ドキュメンタリー映画賞 |
| - Daybreak in Udi - Kenji Comes Home | - A Chance to Live - So Much for So Little - 1848 - The Rising Tide |
| 短編実写映画賞（一巻） | 短編実写映画賞（二巻） |
| - Aquatic House Party – ジャック・イートン - Roller Derby Girl – ジャスティン・ハーマン - So You Think You're Not Guilty – ゴードン・ホリングゼッド - Spills and Chills – ウォルトン・C・アメント - Water Trix – ピート・スミス | - 『ヴァン・ゴッホ』 – ガストン・ディール、ロベール・ヘッセン - The Boy and the Eagle – ウィリアム・ラスキー - Chase of Death – アーヴィング・アレン - The Grass Is Always Greener – ゴードン・ホリングゼッド - Snow Carnival – ゴードン・ホリングゼッド                                                                                       |
| ドラマ・コメディ音楽賞 | ミュージカル音楽賞 |
| - 『女相続人』 – アーロン・コープランド - 『森の彼方に』 – マックス・スタイナー - 『チャンピオン』 – ディミトリ・ティオムキン | - 『踊る大紐育』 – ロジャー・イーデンス、レニー・ヘイトン - 『虹の女王』 - レイ・ハインドーフ - 『ジョルスン再び歌う』 - モリス・W・ストロフ、ジョージ・ダニング |
| 歌曲賞 | 録音賞 |
| - 「外は寒いよ」 （『水着の女王』） – フランク・ローサー（作詞・作曲） - "It's a Great Feeling" （It's a Great Feeling） – ジュール・スタイン（作曲）、サミー・カーン（作詞） - "Lavender Blue" （『わが心にかくも愛しき(私の心よ)』） – エリオット・モレイ（作曲）、ラリー・モーレイ（作詞） - 「愚かなり我が心」 （『愚かなり我が心』） – ヴィクター・ヤング（作曲）、ネッド・ワシントン（作詞） - "Through a Long and Sleepless Night" （『星は輝く』） – アルフレッド・ニューマン（作曲）、マック・ゴードン（作詞） | - 『頭上の敵機』 – 20世紀フォックス・スタジオ・サウンド部 - 『硫黄島の砂』 – リパブリック・スタジオ・サウンド部 - 『恋人よ、いま一度』 – ユニバーサル＝インターナショナル・スタジオ・サウンド部 |
| 美術監督賞（白黒） | 美術監督賞（カラー） |
| - 『女相続人』 – 美術: ジョン・ミーハン、ハリー・ホーナー、装置: エミール・クーリ - 『ボヴァリー夫人』 – 美術: セドリック・ギボンズ、ジャック・マーチン・スミス、装置: エドウィン・B・ウィリス、Richard A. Pefferle - 『星は輝く』 – 美術: ライル・ウィーラー、ジョセフ・C・ライト、装置: トーマス・リトル、ポール・S・フォックス | - 『若草物語』 – 美術: セドリック・ギボンズ、ポール・グロッシー、装置: エドウィン・B・ウィリス、ジャック・D・ムーア - 『ドン・ファンの冒険』 – 美術: エドワード・キャリア、装置: ライル・レイフスナイダー - 『死せる恋人に捧ぐる悲歌』 – 美術・装置: ジム・モラハン、ウィリアム・ケルナー、マイケル・レルフ                                    |
| 撮影賞（白黒） | 撮影賞（カラー） |
| - 『戦場』 – ポール・C・ヴォーゲル - 『星は輝く』 - ジョセフ・ラシェル - 『チャンピオン』 – フランク・プラナー - 『狐の王子』 – レオン・シャムロイ - 『女相続人』 – レオ・トーヴァー | - 『黄色いリボン』 – ウィントン・C・ホック - Sand – チャールズ・G・クラーク - 『若草物語』 – ロバート・プランク、チャールズ・ショーンボーム - 『ジョルスン再び歌う』 - ウィリアム・スナイダー - 『ブロードウェイのバークレー夫妻』 – ハリー・ストラドリング                                                                                    |
| 衣裳デザイン賞（白黒） | 衣裳デザイン賞（カラー） |
| - 『女相続人』 – イーディス・ヘッド、ジャイル・スティール - 『狐の王子』 – ヴィットリオ・ニーノ・ノヴァレーゼ | - 『ドン・ファンの冒険』 – リー・ローデス、トラヴィーラ、マージョリー・ベスト - 『ママは大学一年生』 – ケイ・ネルソン |
| 編集賞 | 特殊効果賞 |
| - 『チャンピオン』 - ハリー・W・ガースタッド - 『オール・ザ・キングスメン』 - ロバート・パリッシュ、アル・クラーク - 『戦場』 - ジョン・D・ダニング - 『硫黄島の砂』 - リチャード・L・ヴァン・インジャー - 『窓』 - フレデリック・ナドソン | - 『猿人ジョー・ヤング』 – アーコ・プロダクション、RKOラジオ - 『タルサ』 – ウォルター・ウェンジャー、イーグル・ライオン |

### アカデミー名誉賞
- フレッド・アステア
- セシル・B・デミル
- ジーン・ハーショルト

### 外国語映画賞
- 『自転車泥棒』 （ イタリア）

### アカデミー子役賞
- ボビー・ドリスコール

### 統計
複数候補
- 8候補: 『女相続人』
- 7候補: 『オール・ザ・キングスメン』、『星は輝く』
- 6候補: 『戦場』、『チャンピオン』
- 4候補: 『硫黄島の砂』、『頭上の敵機』
- 3候補: 『ジョルスン再び歌う』、『三人の妻への手紙』、『ピンキー』
- 2候補: 『ドン・ファンの冒険』、『落ちた偶像』、『若草物語』、『愚かなり我が心』、『狐の王子』

複数受賞
- 4受賞: 『女相続人』
- 3受賞: 『オール・ザ・キングスメン』
- 2受賞: 『戦場』、『三人の妻への手紙』、『頭上の敵機』